# 咲き誇る華の様に/歌舞伎男子
「咲き誇る華の様に/歌舞伎男子（さきほこるはなのように/かぶきボーイズ）」は、雅-miyavi-のメジャー7枚目のシングル。2007年6月20日発売。発売元はユニバーサルJ。

## 概要
- 初回盤A[1]・B[2]通常盤[3]の計3タイプ発売。
- 海外留学から帰国後、初のシングルリリース。
- 「咲き誇る華の様に」は、"Neo Visualizm"を謳い、「自らがヴィジュアル系のジャンルに捕われない」ことをそのまま歌った歌詞が特徴である。
- 音楽プロデューサーとして「咲き誇る華の様に」には佐久間正英、「歌舞伎男子」にはm.c.A・Tを迎える。
- 初回盤は「咲き誇る華の様に」と「歌舞伎男子」それぞれMV収録DVD付。
- 3タイプそれぞれ過去楽曲をリアレンジしたバージョンを収録。

## 収録曲
作詞・作曲　雅-miyavi-、TYKO

### 初回盤Aタイプ

#### CD
1. 咲き誇る華の様に-Neo Visualizm-
（編曲　雅-miyavi-、佐久間正英）
2. 歌舞伎男子
（編曲　雅-miyavi-、m.c.A・T）
3. あしタ、天気ニなぁレ。～独奏JAMセッション ver.～

#### DVD
1. 咲き誇る華の様に-Neo Visualizm- (Promotion Video)

### 初回盤Bタイプ

#### CD
1. 歌舞伎男子
2. 咲き誇る華の様に-Neo Visualizm-
3. Coo quack cluck-ク・ク・ルー～独奏JAMセッション ver.～

#### DVD
1. 歌舞伎男子 (Promotion Video)

### 通常盤

#### CD
1. 咲き誇る華の様に-Neo Visualizm
2. 歌舞伎男子
3. ママゴト(ex:消去と削除)～独奏JAMセッション ver.～